# Terra Nova (hajó)
A Terra Nova egy 1884-ben épült bálnavadászhajó, melyet Scott kapitány használt Terra Nova-expedíciója során, melynek célja a Déli-sark meghódítása volt.
A hajó Dundee-ben készült, bálna- és fókavadászatra használták egészen 1911-ig, amikor Scott kapitány expedíciójának tagjait szállította az Antarktiszra. Az expedíció célja a Déli-sark felfedezése volt, és bár a csapat elérte a sarkot, Amundsen expedíciója megelőzte őket, Scott és emberei pedig a hajóhoz való visszatérésük során valamennyien meghaltak. A hajót ezután ismét bálnavadászatra használták egészen a második világháborúig, amikor háborús szállításokra vették igénybe. 1943-ban süllyedt el, miután jéghegynek ütközött Grönland partjainál.
A hajót a Schmidt Ocean Institute kutatói fedezték fel 2012-ben szonár segítségével, miközben a tengerfenéket térképezték fel. Kamerákat lebocsátva bizonyították, hogy az 57 méteres fahajó roncsa Scott hajójával azonos.

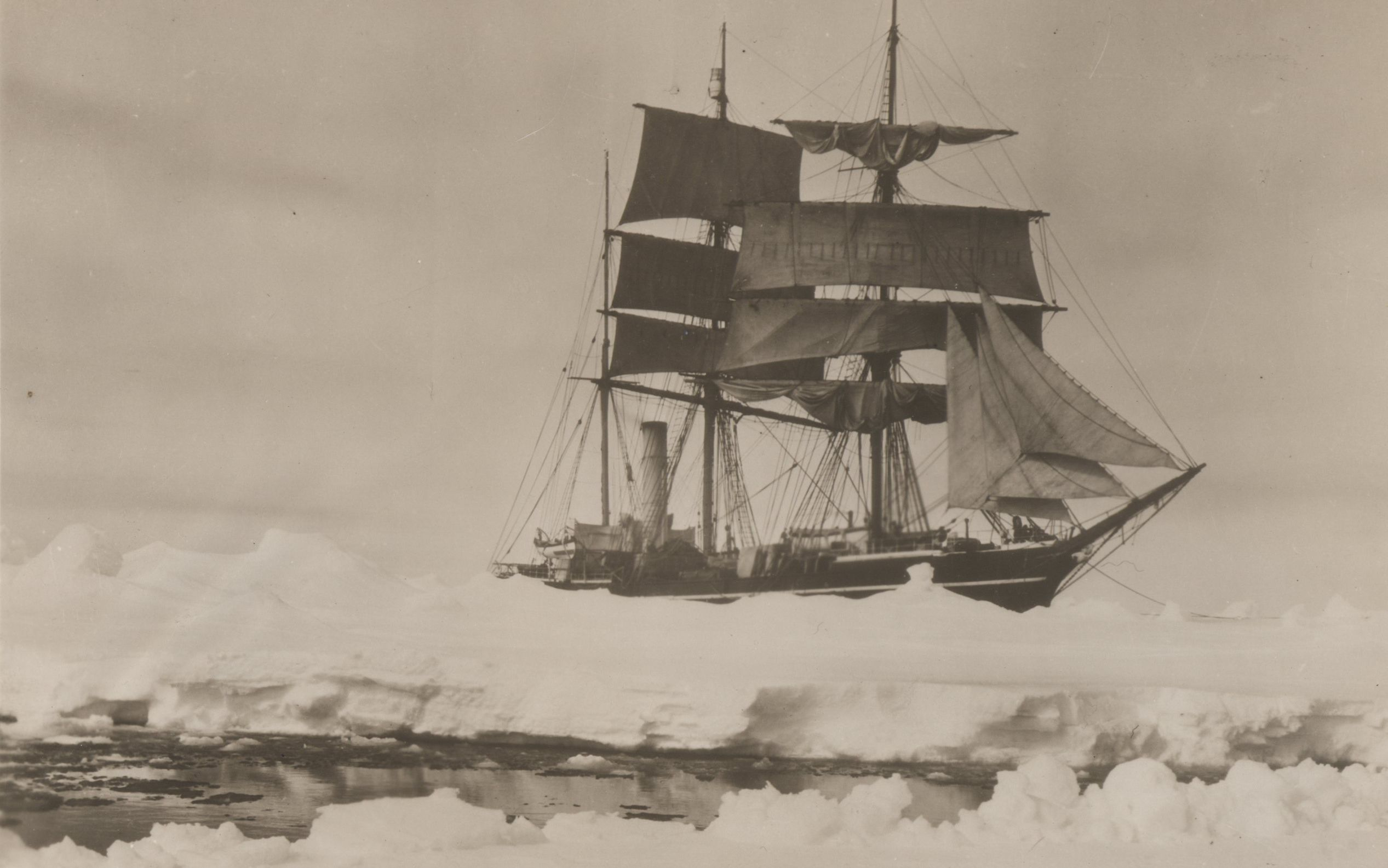
A hajó
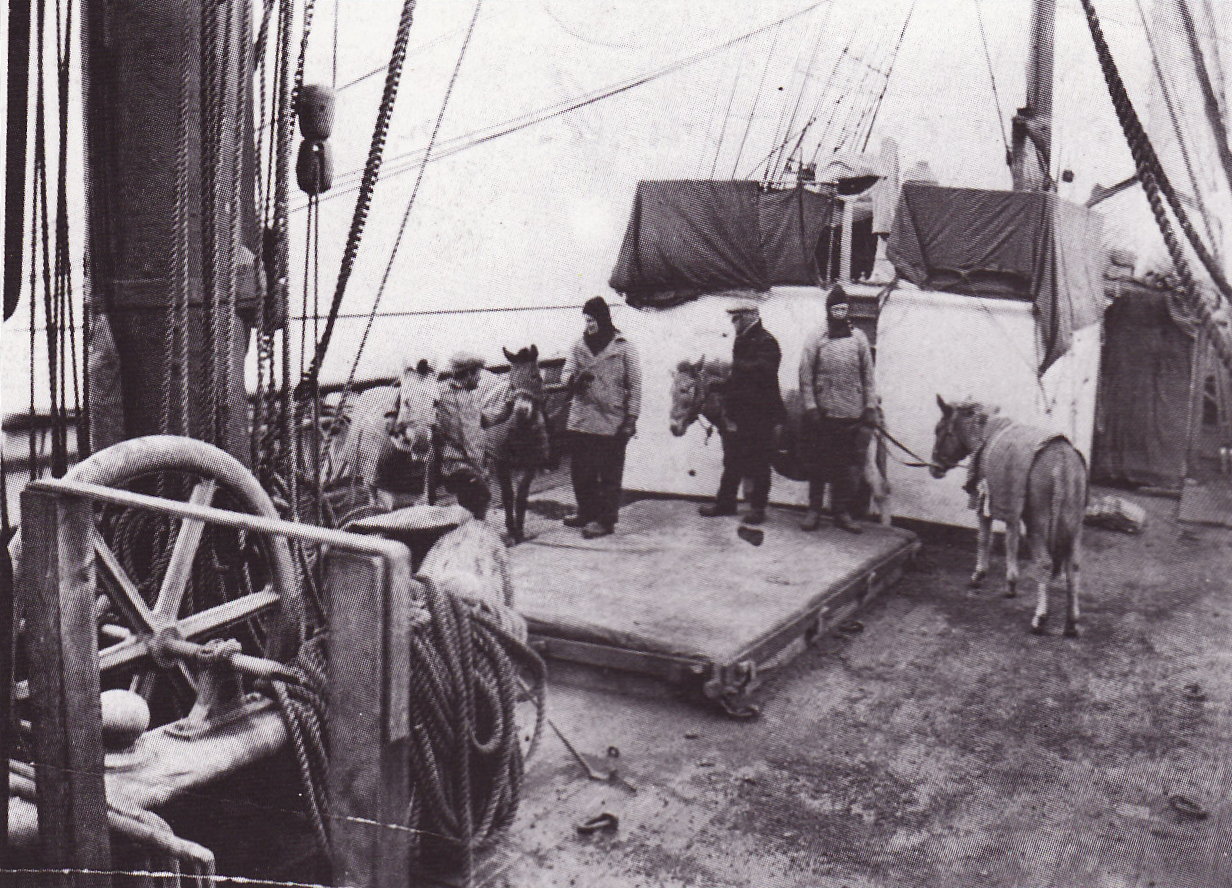
Pónik a hajó fedélzetén

## Külső hivatkozások
- Film a hajó visszatéréséről, Cardiff, 1913
- Képek a hajóról az angol Királyi Földrajzi Társaság oldalán Archiválva 2015. december 27-i dátummal a Wayback Machine-ben